# Monne de Wit

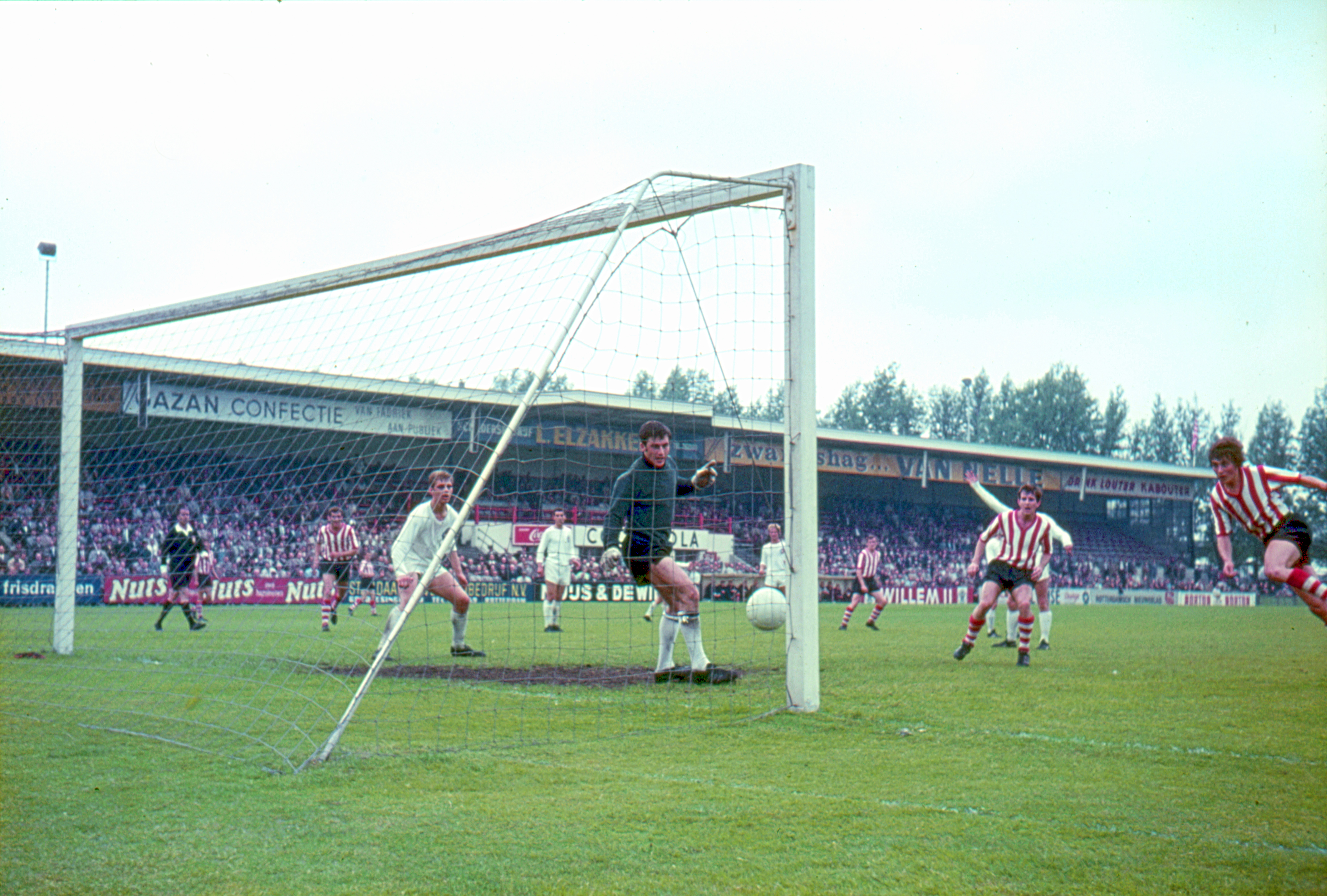
Sparta-Telstar op 6 oktober 1968. Monne de Wit staat op de foto links van de doelpaal en ziet hoe Sparta scoort.

Monne de Wit (Zaandam, 23 september 1945) is een voormalig voetballer van Telstar. Na zijn voetbalcarrière was De Wit onder meer fysiotherapeut van het Nederlands elftal.
Monne de Wit begon met voetballen bij ZVV uit Zaandam. In 1968 brak de Wit door bij Telstar. Hij speelde tien seizoenen lang met Telstar in de eredivisie. De Wit speelde veelal op het middenveld. Na de degradatie in 1978 zette De Wit een punt achter zijn actieve voetballoopbaan.
In 1979 trad hij in dienst van de KNVB. In die periode was De Wit onder meer fysiotherapeut van het Nederlands elftal bij de Mini WK in Uruguay en het jeugd WK van 1983 in Mexico. Maar het absolute hoogtepunt was natuurlijk het Europees Kampioenschap in 1988 waar De Wit onderdeel uitmaakte van de begeleidingsstaf van Oranje dat het toernooi op zijn naam schreef.
Na zijn dienstverband bij de KNVB was De Wit vijf jaar lang fysiotherapeut bij PSV. In 1994 startte hij zijn eigen fysiotherapiepraktijk in Naarden.